# صفحه فاز
صفحه فاز نمایش بصریِ ویژگی‌های برخی از انواع معادلات دیفرانسیل است. صفحه فاز در ریاضیات کاربردی، در زمینه تحلیلِ سیستم‌ها (سامانه غیرخطی) استفاده می‌شود.
صفحه فاز، صفحهٔ مختصاتی با محورهایی که بیانگر متغیرهای دو وضعیتی مانند (x,y) و یا (q,p) و غیرو (هرجفت متغیرها) است. صفحه فاز با جفت متغیرها، نمایشگر فضای دوبعدی از حالت عمومیِ فضای فاز n بعدی است.
روشِ صفحه فاز در واقع برای تعیین گرافیکیِ وجودِ دور محدود در حل معادلات دیفرانسیل بکار می‌رود.
حل معادلات دیفرانسیل، خانواده‌ای از تابع‌ها را به وجود می‌آورد که به لحاظ گرافیکی می‌توان آن‌ها را درست مانند میدان برداری دو بعدی در صفحه فاز رسم کرد. بردارها بیانگر مشتق نقاط نسبت به یک پارامتر (مثلاً زمان) هستند. این بردارها، (dx/dt , dy/dt)، در نقاطی که بیانگر آن هستند رسم می‌شوند. حال با رسم تعداد کافی از این پیکان‌ها قادر به تحلیل رفتار سیستم در نواحیِ مختلفِ صفحه خواهیم بود و دور محدود را می‌توان به آسانی تعیین کرد.